# Tigerns lärling
Tigerns lärling (engelska: The Tiger's Apprentice) är en amerikansk animerad äventyrsfilm från 2024. Filmen är regisserad av Raman Hui och medregisserad av Paul Watling och Yong Duk Jhun efter ett manus skrivet av David Magee, Harry Cripps och Kyle Jarrow. Filmen är baserad på boken med samma namn.
Filmen hade premiär på strömingstjänsten Paramount+ den 2 februari 2024.

## Handling
Filmen kretsar kring den kines-amerikanska pojken Tom Lee som mot sin vilja dras in i en främmande värld när han upptäcker att hans excentriska mormor är väktare av ett mystiskt ägg.

## Rollista (i urval)

### Originalröster
- Henry Golding – Mr. Hu
- Sandra Oh – Mistral
- Michelle Yeoh – Mrs. Lee
- Leah Lewis – Räv
- Brandon Soo Hoo – Tom Lee (Tigerns lärling)
- Bowen Yang – Sidney
- Sherry Cola – Kejsarinnan Nü Kua
- Kheng Hua Tan – Apa
- Deborah S. Craig – Vatten
- Rachel Rath – Toms mamma